# La Petite Châtelaine
Ne doit pas être confondu avec La Petite Châtelaine (Camille Claudel).
Pour plus de détails, voir Fiche technique et Distribution.
La Petite Châtelaine (Wee Lady Betty) est un film américain muet réalisé par Charles Miller, sorti en 1917.

## Synopsis
"Wee Lady" Betty s'occupe du château des O'Reilly. Lorsqu'elle apprend que le dernier héritier, Roger, arrive avec sa mère pour prendre possession de son domaine, elle craint de perdre cet emploi et de ne plus pouvoir s'occuper de son vieux père. Elle met alors au point un stratagème : elle va faire croire que le château est hanté en faisant passer son père pour le fantôme. Finalement cela ne fonctionnera pas aussi bien que prévu, mais en contrepartie Betty et Roger vont tomber amoureux l'un de l'autre.

## Fiche technique
- Titre original : Wee Lady Betty
- Titre français : La Petite Châtelaine
- Réalisation : Charles Miller
- Scénario : d'après une histoire originale de J.G. Hawks
- Direction artistique : G. Harold Percival
- Photographie : Henry Bredeson
- Société de production : Triangle Film Corporation
- Société de distribution : Triangle Distributing Corporation
- Pays de production :  États-Unis
- Langue originale : anglais
- Format : noir et blanc — 35 mm — 1,37:1 — Film muet
- Genre : drame
- Durée : 50 minutes
- Dates de sortie : États-Unis : 19 août 1917
- Licence : Domaine public

## Distribution
- Bessie Love : Wee Lady Betty
- Frank Borzage : Roger O'Reilly
- Charles K. French : Fergus McClusky
- Walter Perkins : Shamus McTeague
- L. Jeffries : Lanty O'Dea
- Walt Whitman : M. O'Reilly
- Aggie Herring : Mme O'Reilly
- Thornton Edwards : Connor O'Donovan
- Alfred Hollingsworth : le père Dan
- J.P. Lockney : Michael O'Brien